# Liste der Baudenkmale in Oldenburg (Oldb) – Scheideweg
In der Liste der Baudenkmale in Oldenburg (Oldb) – Scheideweg stehen alle Baudenkmale im Scheideweg in Oldenburg (Oldb).  Die Quelle der IDs und der Beschreibungen ist der Denkmalatlas Niedersachsen.
Der Stand der Liste ist das Jahr 2022.

## Allgemein
In den Spalten befinden sich folgende Informationen:
- Lage: die Adresse des Baudenkmales und die geographischen Koordinaten. Kartenansicht, um Koordinaten zu setzen. In der Kartenansicht sind Baudenkmale ohne Koordinaten mit einem roten Marker dargestellt und können in der Karte gesetzt werden. Baudenkmale ohne Bild sind mit einem blauen Marker gekennzeichnet, Baudenkmale mit Bild mit einem grünen Marker.
- Bezeichnung: Bezeichnung des Baudenkmales
- Beschreibung: die Beschreibung des Baudenkmales. Unter § 3 Abs. 2 NDSchG werden Einzeldenkmale und unter § 3 Abs. 3 NDSchG Gruppen baulicher Anlagen und deren Bestandteile ausgewiesen.
- ID: die Objekt-ID des Baudenkmales
- Bild: ein Bild des Baudenkmales, ggf. zusätzlich mit einem Link zu weiteren Fotos des Baudenkmals im Medienarchiv Wikimedia Commons. Wenn man auf das Kamerasymbol klickt, können Fotos zu Baudenkmalen aus dieser Liste hochgeladen werden:

Zurück zur Hauptliste
| Lage                                           | Bezeichnung          | Beschreibung                                                                                     | ID       | Bild |
| ---------------------------------------------- | -------------------- | ------------------------------------------------------------------------------------------------ | -------- | ---- |
| Scheideweg 10 53° 9′ 37″ N, 8° 13′ 16″ O       | Klävemannstiftung II | Doppelwohnhaus aus den 1890er Jahren mit zwei Wirtschaftstrakten im rückwärtigen Bereich.        | 37441480 | BW   |
| Scheideweg 12 53° 9′ 38″ N, 8° 13′ 15″ O       | Klävemannstiftung II | Doppelwohnhaus aus den 1890er Jahren mit zwei Wirtschaftstrakten im rückwärtigen Bereich.        | 37441503 | BW   |
| Scheideweg 14 53° 9′ 39″ N, 8° 13′ 15″ O       | Klävemannstiftung II | Doppelwohnhaus aus den 1890er Jahren mit zwei Wirtschaftstrakten im rückwärtigen Bereich.        | 37441526 | BW   |
| Scheideweg 16 53° 9′ 39″ N, 8° 13′ 14″ O       | Klävemannstiftung II | Doppelwohnhaus aus den 1890er Jahren mit zwei Wirtschaftstrakten im rückwärtigen Bereich.        | 37441549 | BW   |
| Scheideweg 18 53° 9′ 40″ N, 8° 13′ 14″ O       | Klävemannstiftung II | Doppelwohnhaus aus den 1890er Jahren mit Wirtschaftsgebäude auf der Rückseite.                   | 37441572 | BW   |
| Scheideweg 20 53° 9′ 41″ N, 8° 13′ 13″ O       | Klävemannstiftung II | Doppelwohnhaus aus den 1890er Jahren mit Wirtschaftsgebäude auf der Rückseite.                   | 37441595 | BW   |
| Scheideweg 22 53° 9′ 42″ N, 8° 13′ 14″ O       | Klävemannstiftung II | Doppelwohnhaus aus den 1890er Jahren mit Wirtschaftsgebäude auf der Rückseite.                   | 37441618 | BW   |
| Scheideweg 41 / 41a 53° 9′ 45″ N, 8° 13′ 12″ O | Wohnhaus             | Traufständiges Doppelhaus, erbaut 1904/06. Architekt: August Oetken.                             | 37447010 | BW   |
| Scheideweg 43 53° 9′ 45″ N, 8° 13′ 11″ O       | Wohnhaus             | 1905 von August Oetken errichtetes Doppelhaus mit traufständigem Satteldach.                     | 37447061 | BW   |
| Scheideweg 45 53° 9′ 45″ N, 8° 13′ 10″ O       | Wohnhaus             | Traufständiges fünfachsiges Wohnhaus unter Satteldach. 1905 von August Oetken errichtet.         | 37447084 | BW   |
| Scheideweg 47 53° 9′ 45″ N, 8° 13′ 9″ O        | Wohnhaus             | Eingeschossiges Doppelhaus unter traufständigem Satteldach. 1904/05 von August Oetken errichtet. | 37447108 | BW   |